# 알카다리프주

알카다리프주의 위치

알카다리프주(아랍어: القضارفي)는 수단을 구성하는 15개 주 가운데 하나로, 수단 동부에 위치한다. 주도는 알카다리프이며 인구는 1,369,300명(2006년 기준), 면적은 75,263km2이다. 동쪽으로는 에티오피아, 에리트레아와 국경을 접한다.